# Тенор-альтино

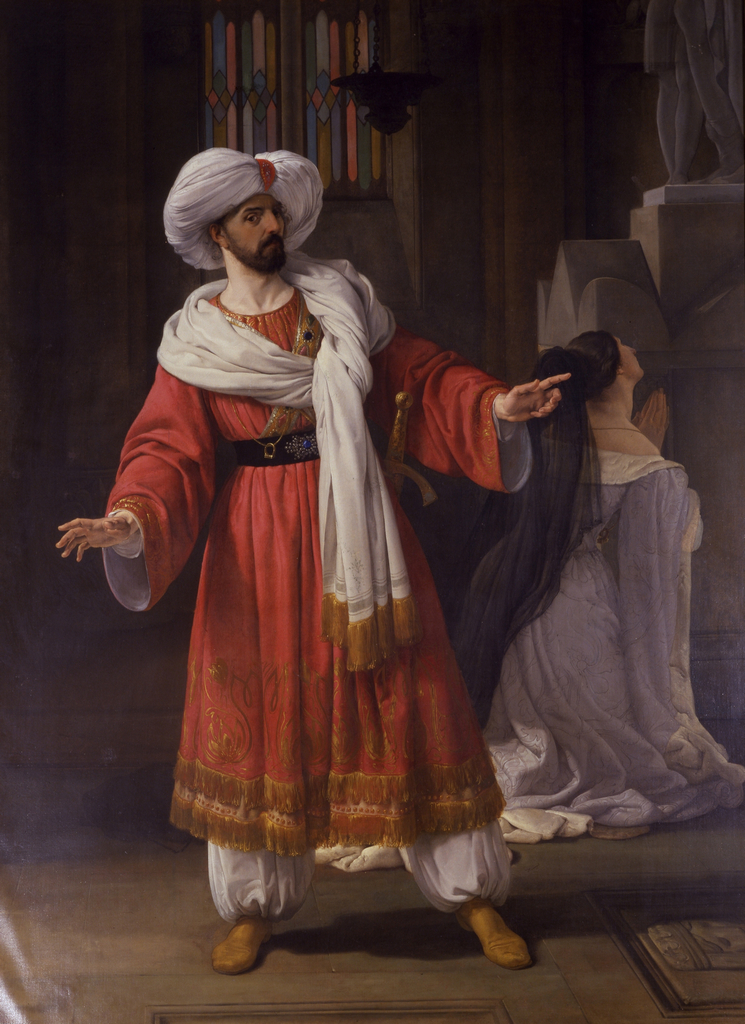
Тенор-альтино Давид в роли арабского командира в опере «Арабы в Галлии» Дж. Пачини (1830)

Тенор-альтино (итал. tenore altino), или тенор-контральтино (итал. tenore contraltino) — категория певческого голоса, переходная между тенором и контратенором. Рабочий диапазон: до — ми2, фа2. Отличается лёгкостью звучания, звонкими верхними нотами. Ноты нижней половины малой октавы глухи и невыразительны. 
Неформально или пренебрежительно обладателя такого голоса могут назвать tenorino (буквально: «теноришко»), но в итальянском языке этот термин не считается нейтральным, так как подчёркивает недостаточную весомость голоса в сравнении даже с лёгким лирическим тенором (tenore di grazia). 
Альтино часто смешивается с ещё более высоким контратенором, хотя они отличаются и характером звучания, и анатомией. Первый имеет достаточно «маскулинный» тембр, редко поднимается выше тесситуры контральто, а при взятии верхних нот связки полностью смыкаются, второй же имеет андрогинное звучание, а верхние ноты часто берутся фальцетом. 

## История
В эпоху барокко вокальные партии во многих операх были рассчитаны только на певцов-кастратов. Лишь во Франции кастрация будущих певцов считалась безнравственной и не разрешалась, а в 1666 году указ Людовика XIV ввёл уголовную ответственность за такое увечье. Соответственно, во Франции высокие партии в операх исполняли не кастраты, а теноры категории haute-contre.  При этом  французские певцы обычно использовали «смешанный» головной регистр (voix mixte), избегая виртуозной колоратуры, характерной для итальянской традиции.
В условиях исчезновения кастратов в начале XIX века пришлось искать им замену и композиторам Италии. Вариантов было два: либо привлекать к исполнению мужских ролей женщин-контральто (так называемые брючные роли), либо же экспериментировать с верхним регистром теноров. Джоакино Россини в своих операх 1810-х годов создал новый тип голоса — альтино, взяв за основу лёгкие голоса из комических опер. Эталоном россиниевского альтино стал Джованни Давид, который исполнял благородные роли юных героев, совмещая вокальную виртуозность кастратов с эмоциональностью предромантизма. Во Франции этот новый стиль пения с успехом адаптировал Адольф Нурри, сочетавший его с местной традицией haute-contre.
Обеспечивать адекватную замену кастратов россиниевским тенорам-альтино наподобие Давида позволяла исключительно высокая тесситура с использованием falsettone (смешанного регистра), позволявшего брать ноты до фа4. В отличие от баритональных теноров, которые переходили на фальцет около соль3, альтино сохранял в верхнем регистре полную силу звука. 
Воцарение в 1830-е годы романтизма потребовало от ведущих оперных композиторов (Беллини, Доницетти) отказа от широкого использования колоратуры, что, в свою очередь, снизило спрос на подвижный вокал категории «альтино». Прототип драматического тенора последующих эпох, Жильбер Дюпре, начинавший как альтино, ввёл моду на «грудное» звучание высоких нот (ставшее с его времени стандартом do di petto: до4 в полном голосе). Нурри, не сумев адаптироваться к новым стандартам, покончил с собой, символизируя конец эпохи бельканто. 
К середине XIX века тенор-альтино уступил место романтическому тенору — более мощному и драматичному. Роли, написанные для альтино, были распределены между лирическими тенорами и женщинами-контральто. Во второй половине XIX века и в первой половине XX века теноры-альтино чаще встречались в хорах или в камерных театрах, нежели в опере (где им давали второстепенные роли учёных и скопцов). Наиболее талантливые обладатели высокого тенорового регистра (как, например, Г. М. Пищаев), сознавая ограниченность доступного им оперного репертуара, стремились реализовать себя в концертах.
В последней четверти XX века появились певцы вроде Р. Блейка, Б. Форда и В. Маттеуцци, способные исполнять партии, написанные Россини в расчёте на вокальные способности Джованни Давида, что привело к возрождению постановок ранних опер Россини.

## Оперный репертуар
Основу репертуара современного тенора-альтино составляют оперы-сериа: написанные под кастратов партии со стабильно высокой тесситурой, часто находящейся выше ля⁴ и требующей исполнения нот вплоть до до⁵, ми⁵ или даже фа⁵. Голос альтино, с лёгкостью поднимающийся выше ноты до⁵, идеален для ролей вроде Родриго в «Отелло» Россини и Артура в «Пуританах» Беллини. Для тенора-альтино могут подойти и такие партии, как Тамино («Волшебная флейта» Моцарта), которые требуют гибкости и нежного, почти контратенорового звучания, при этом оставаясь в рамках тенорового диапазона. 
В операх второй половины XIX века и первой половины XX века партий тенора-альтино немного; примерами могут служить:
- Звездочёт из оперы «Золотой петушок» Н. А. Римского-Корсакова;
- Квартальный надзиратель из оперы «Нос» Д. Д. Шостаковича;
- Маленький старичок (Учитель арифметики) из оперы «Дитя и волшебство» М. Равеля.